# Ukrainische Basketballnationalmannschaft der Damen
Die ukrainische Basketballnationalmannschaft der Damen vertritt die Ukraine im internationalen Basketball und wird vom ukrainischen Basketballverband FBU (ukrainisch Федерація баскетболу України) organisiert.
Vor dem Zerfall der Sowjetunion und der Unabhängigkeit der Ukraine im Jahr 1991 nahmen ukrainische Spielerinnen in der Nationalmannschaft der Sowjetunion an internationalen Wettbewerben teil.
Die erste und erfolgreichste Teilnahme an einem großen internationalen Turnier war die gewonnene Europameisterschaft 1995.

## Abschneiden bei internationalen Wettbewerben

### Olympische Spiele
| - 1996 – 4. Platz |

### Weltmeisterschaften
| - keine |

### Europameisterschaften
| - 1995 – . Platz - 1997 – 10. Platz - 2001 – 11. Platz - 2003 – 11. Platz | - 2009 – 13. Platz - 2013 – 16. Platz - 2015 – 16. Platz - 2017 – 10. Platz | - 2019 – 16. Platz |

## Kader
Eine Übersicht des Kaders findet sich beispielsweise in der englischsprachigen Fassung dieses Artikels oder auf dem Internetportal eurobasket.com (s. Abschnitt Weblinks).